# セストラ
セストラ（伊: Sestola）は、イタリア共和国エミリア＝ロマーニャ州モデナ県にある、人口約2,400人の基礎自治体（コムーネ）。

## 地理

### 位置・広がり

#### 隣接コムーネ
隣接するコムーネは以下の通り。括弧内のBOはボローニャ県所属を示す。
- ファナーノ
- フィウマルボ
- リッツァーノ・イン・ベルヴェデーレ (BO)
- モンテクレート
- モンテーゼ
- パヴッロ・ネル・フリニャーノ
- リオルナート

### 気候分類・地震分類
セストラにおけるイタリアの気候分類 (it) および度日は、zona F, 3419 GGである。
また、イタリアの地震リスク階級 (it) では、zona 3 (sismicità bassa) に分類される。

## 行政

### 分離集落
セストラには、以下の分離集落（フラツィオーネ）がある。
- Casine, Castellaro, Poggioraso, Rocchetta Sandri, Roncoscaglia, Vesale, Pian del Falco, Passo Del Lupo